# Grønlands Spejderkorps
Grønlands Spejderkorps (grønlandsk: Kalaallit Nunaanni Spejderit Kattufiat) var et spejderkorps i Kongeriget Danmark, grundlagt den 2. februar 1973. Før da var grønlandske børn henvist til de danske spejderkorps. Drengespejderarbejdet i Grønland begyndte i 1943 og pigespejderne i 1950. Grønlands Spejderkorps havde både drenge og piger og var medlem af både Fællesrådet for Danmarks Drengespejdere (siden 1976) og Pigespejdernes Fællesråd (siden 1981). Starttilskud fra Grønlands Landsting hjalp organisationen i gang. I 2007 havde Grønlands Spejderkorps omkring 500 medlemmer.
I 2018 havde spejderkorpset dog afviklet al aktivitet og var lukket ned. I 2021 begyndte en spejdergruppe i Nuuk som en gruppe under Øresund Division i Det Danske Spejderkorps.